# Christian Eigler
Christian Eigler (Roth, 1 januari 1984) is een Duitse voetballer (aanvaller) die sinds 2012 voor FC Ingolstadt 04 uitkomt. Voordien speelde hij onder andere voor 1. FC Nürnberg. Op 5 maart scoorde hij voor Nürnberg vier doelpunten in de met 5-0 gewonnen wedstrijd tegen FC St. Pauli.

## Erelijst
SpVgg Greuther Fürth
- Topscorer 2. Bundesliga

2006
 Ingolstadt
- Kampioen 2. Bundesliga

2014/15